# Miguel Osset y Mateo
Miguel Osset y Mateo   (Cantavella, 24 de novembre de 1793 - Madrid, 12 de gener de 1868) va ser un militar aragonès, Capità general de València durant el regnat d'Isabel II d'Espanya.

## Biografia
Pertanyia a una família de petits nobles. En 1796, sent un infant, va ingressar a l'Orde de Sant Joan de Jerusalem i en 1810 ingressà com a cadet a la Guàrdia Reial de l'Exèrcit espanyol. En 1821 va ascendir a capità i en 1823 a Granada i Màlaga. Degradat després de la restauració absolutista, en 1827 fou destinat a Girona. De 1831 a 1833 va formar part de els guarnicions de Sant Andreu del Palomar, Barcelona, Vic i Tarragona. En 1833 fou enviat al País Basc per lluitar a la primera guerra carlina. En 1834 ascendí a tinent coronel i fou ferit en combat a Elorrio i a Guernica. Després de participar en l'aixecament del setge de Bilbao i en la batalla de Luchana (1836) fou guardonat amb la Orde de Sant Ferran. Un cop recuperat, participà en la batalla de Xiva (1837) i en 1838 va ascendir a coronel. En 1839 va rebre la creu amb encomana de l'Orde d'Isabel la Catòlica i en 1840 fou ascendit a brigadier.
En 1841 fou ascendit a mariscal de camp i enviat a Barcelona per sufocar la revolta de 1841. En 1843 fou destinat a caserna fins que en 1856 fou nomenat Capità general de València i després del País Basc, fins a octubre de 1856. En 1864 formà part de la Junta Preparatòria per la creació de la Creu Roja, i vicepresident de la seva assemblea fins a la seva mort en 1868.